# Diatrypella cephalanthi
Diatrypella cephalanthi är en svampart som först beskrevs av Ludwig David von Schweinitz, och fick sitt nu gällande namn av Pier Andrea Saccardo 1882. Diatrypella cephalanthi ingår i släktet Diatrypella och familjen Diatrypaceae.   Inga underarter finns listade i Catalogue of Life.